# هيونداي روتيم
هيونداي روتيم هي شركة كورية جنوبية تقوم بتصنيع معدات متحركة في السكك الحديدية، منتجات دفاعية ومعدات مصانع وهي جزء من مجموعة هيونداي كيا للمركبات.